# Seznam zkratek států USA
Zkratky a kódy států USA jsou používány jako součást poštovních adres, v rámci zpracování dat, v obecném smyslu zkratek, a také k dalším účelům.

## Historie
Již v říjnu 1784 přijal Poštovní úřad USA společné zkratky pro státy a teritoria. Nicméně tyto byly akceptovány jen díky jejich oblíbenosti. Pošty upřednostňovaly místo zkratek plné názvy ve smyslu předejití záměny adres.
Moderní dvoupísmenné zkratkové kódy států a teritorií se začaly používat během přechodu pošt na ZIP kódy v roce 1963. Od té doby byla změněna zkratka pouze jediného státu Nebrasky, z kódu „NB“ na „NE“, aby se předešlo záměně s provincií Nový Brunšvik (New Brunswick) v Kanadě. Předtím než v roce 1987 ministr obchodu přijal dvoupísmenné kódy jako oficiální v poštovním styku vládních dokumentů, tak vládní tiskárna používala (United States Government Printing Office, GPO) vlastní sadu zkratek.

## Seznam zkratek
| Stát/teritorium                                            | USPS | Staré GPO | AP     | Další (status) | FIPS |
| ---------------------------------------------------------- | ---- | --------- | ------ | --- | ---- |
| Alabama                                                    | AL   | Ala.      | Ala.   | | 01   |
| Aljaška                                                    | AK   | Alaska    | Alaska | Alas. | 02   |
| Arizona                                                    | AZ   | Ariz.     | Ariz.  | | 04   |
| Arkansas                                                   | AR   | Ark.      | Ark.   | A.R. | 05   |
| Kalifornie                                                 | CA   | Calif.    | Calif. | Cal., CFUCCG | 06   |
| Colorado                                                   | CO   | Colo.     | Colo.  | Col., CLUCCG | 08   |
| Connecticut                                                | CT   | Conn.     | Conn.  | | 09   |
| Delaware                                                   | DE   | Del.      | Del.   | DLUCCG | 10   |
| District of Columbia                                       | DC   | D.C.      | D.C.   | (Federální distrikt) | 11   |
| Florida                                                    | FL   | Fla.      | Fla.   | Flor. | 12   |
| Georgie                                                    | GA   | Ga.       | Ga.    | | 13   |
| Havaj                                                      | HI   | Hawaii    | Hawaii | H.I., HAUCCG | 15   |
| Idaho                                                      | ID   | Idaho     | Idaho  | Id. or Ida. | 16   |
| Illinois                                                   | IL   | Ill.      | Ill.   | Ills. | 17   |
| Indiana                                                    | IN   | Ind.      | Ind.   | | 18   |
| Iowa                                                       | IA   | Iowa      | Iowa   | Ia. | 19   |
| Kansas                                                     | KS   | Kans.     | Kan.   | KAUCCG | 20   |
| Kentucky                                                   | KY   | Ky.       | Ky.    | Ken. or Kent. | 21   |
| Louisiana                                                  | LA   | La.       | La.    | | 22   |
| Maine                                                      | ME   | Maine     | Maine  | Me. | 23   |
| Maryland                                                   | MD   | Md.       | Md.    | | 24   |
| Massachusetts                                              | MA   | Mass.     | Mass.  | MSUCCG | 25   |
| Michigan                                                   | MI   | Mich.     | Mich.  | MCUCCG | 26   |
| Minnesota                                                  | MN   | Minn.     | Minn.  | | 27   |
| Mississippi                                                | MS   | Miss.     | Miss.  | MIUCCG | 28   |
| Missouri                                                   | MO   | Mo.       | Mo.    | | 29   |
| Montana                                                    | MT   | Mont.     | Mont.  | | 30   |
| Nebraska                                                   | NE   | Nebr.     | Neb.   | NBUCCG | 31   |
| Nevada                                                     | NV   | Nev.      | Nev.   | | 32   |
| New Hampshire                                              | NH   | N.H.      | N.H.   | | 33   |
| New Jersey                                                 | NJ   | N.J.      | N.J.   | | 34   |
| Nové Mexiko                                                | NM   | N. Mex.   | N.M.   | New M. | 35   |
| New York                                                   | NY   | N.Y.      | N.Y.   | N. York | 36   |
| Severní Karolína                                           | NC   | N.C.      | N.C.   | N. Car. | 37   |
| Severní Dakota                                             | ND   | N. Dak.   | N.D.   | | 38   |
| Ohio                                                       | OH   | Ohio      | Ohio   | O. | 39   |
| Oklahoma                                                   | OK   | Okla.     | Okla.  | | 40   |
| Oregon                                                     | OR   | Oreg.     | Ore.   | | 41   |
| Pensylvánie                                                | PA   | Pa.       | Pa.    | Penn. or Penna. | 42   |
| Rhode Island a Providence Plantations                      | RI   | R.I.      | R.I.   | R.I. and P.P. | 44   |
| Jižní Karolína                                             | SC   | S.C.      | S.C.   | S. Car. | 45   |
| Jižní Dakota                                               | SD   | S. Dak.   | S.D.   | | 46   |
| Tennessee                                                  | TN   | Tenn.     | Tenn.  | | 47   |
| Texas                                                      | TX   | Tex.      | Texas  | | 48   |
| Utah                                                       | UT   | Utah      | Utah   | Ut. | 49   |
| Vermont                                                    | VT   | Vt.       | Vt.    | | 50   |
| Virginie                                                   | VA   | Va.       | Va.    | | 51   |
| Washington                                                 | WA   | Wash.     | Wash.  | Wn., WNUCCG | 53   |
| Západní Virginie                                           | WV   | W. Va.    | W.Va.  | W.V. | 54   |
| Wisconsin                                                  | WI   | Wis.      | Wis.   | Wisc., WSUCCG | 55   |
| Wyoming                                                    | WY   | Wyo.      | Wyo.   | | 56   |
| Americká Samoa                                             | AS   | A.S.      |        | (ostrovní oblast) ASUCCG | 60   |
| Guam                                                       | GU   | Guam      |        | () GUUCCG | 66   |
| Severní Mariany                                            | MP   | M.P.      |        | (ostrovní oblast) CMUCCG | 69   |
| Portoriko                                                  | PR   | P.R.      |        | (ostrovní oblast) PRUCCG | 72   |
| Panenské ostrovy                                           | VI   | V.I.      |        | (ostrovní oblast) U.S.V.I., VIUCCG | 78   |
| Menší odlehlé ostrovy USA                                  |      |           |        | (ostrovní oblast) 'UM' je abecední kód FIPS pro celou skupinu ostrovů. Každý člen těchto ostrovů má svůj jedinečný číselný státní kód FIPS. Poštovní služba USA nepoužívá označení Menší odlehlé ostrovy USA, v poštovním styku je používáno nepřímé směrování vůči každému ostrovu (pomocí zkratek PR, HI, AA nebo AP) |      |
| Federativní státy Mikronésie                               | FM   |           |        | (volné společenství s USA) | 64   |
| Marshallovy ostrovy                                        | MH   |           |        | (volné společenství s USA) | 68   |
| Palau                                                      | PW   |           |        | (volné společenství s USA]) | 70   |
| Ozbrojené síly Amerika (kromě Kanady)                      | AA   |           |        | (US Military mail) |      |
| Ozbrojené síly - Evropa - Kanada - Střední Východ - Afrika | E    |           |        | (US Military mail) |      |
| Ozbrojené síly Tichý oceán                                 | AP   |           |        | (US Military mail) |      |
| Zóna průplavu                                              | CZ   | C.Z.      |        | (zastaralý kód) |      |
| Filipínské společenství                                    | PI   |           |        | (zastaralý kód) |      |
| Poručenské území Tichomořské ostrovy                       | TT   |           |        | (zastaralý kód) |      |
| Severní Mariany                                            | CM   |           |        | (zastaralý kód) Změněn na MP v roce 1988, aby odpovídal ISO 3166-1 a FIPS Alpha Code. |      |

## Současné použití tradičních zkratek
AP pravidla (Associated Press Stylebook) jsou obvyklou směrnicí pro většinu amerických novin jak používat zkratky států, pokud jsou připojené k názvu města (např. Miami, Fla.) AP doporučuje psát celý název států Alaska, Hawaii a u států, jejichž název je složen z pěti či méně písmen, dále pak psát celé názvy všech teritorií s výjimkou District of Columbia (D.C.). Manuály jako Bluebook a ALWD Citation Manual, používají standardně tyto tradiční zkratky rovněž.

## Poštovní zkratky
Poštovní úřad USA zavedl sadu zkratek, aby usnadnil poštovní přenos pomocí optického rozpoznávání znaků a dalších automatizovaných zařízení. Existují také oficiální USPS zkratky jako součást adres, například u určení ulic.
Tyto poštovní zkratky se liší od tradičních zkratek jako např. Calif., Fla. nebo Tex. AP pravidla uvádí, že tradiční zkratky států lze používat v jiné souvislosti než v názvu poštovních adres. Nicméně Chicagská pravidla (Chicago Manual of Style) nyní doporučují užívat i dvoupísmenné zkratky v tradiční formě, jako jednu z voleb.
Poštovní zkratky jsou shodné s ISO 3166-2 pro všech 50 států Unie.
Nekolidují však s třinácti kanadskými podnárodními poštovními zkratkami.

## Další zkratky a kódy
Federal Information Processing Standard ustanovil číselné a abecední kódy pro všechny státy a mnoho odlehlých území. FIPS číselné kódy jsou označeny jako FIPS (viz tabulka výše).
Abecední FIPS kódy států jsou až na výjimky shodné s kódy USPS, vyjma menších odlehlých ostrovů USA a poštovních vojenských oblastí USA, které mají USPS kódy (AA, AE, AP), ale žádné FIPS kódy.
| USPS | CA | CO | DE | HI | KS | MI | MS | MA | NE | WA | WI | MP |
| USCG | CF | CL | DL | HA | KA | MC | MI | MS | NB | WN | WS | CM |